# Romanian Music Awards
Romanian Music Awards este un eveniment muzical anual care are loc în România, începând cu anul 2002. Între 2002 și 2007 purta titulatura de  Premiile muzicale MTV România, schimbându-și denumirea în 2008, când Music Channel a preluat decernarea premiilor de la MTV.  Majoritatea edițiilor au fost organizate la Brașov și Craiova.

## Istoric

### Locații
- 5 octombrie 2008 – Palatul Culturii, Iași[1]
- 6 iunie 2009 – Piața Prefecturii, Craiova[2]
- 10 iulie 2010 – Piața Prefecturii, Craiova[3]
- 16 septembrie 2011 – Piața Sfatului, Brașov[4]
- 8 iunie 2012 – Piața Prefecturii, Craiova[5]
- 14 septembrie 2013 – Piața Sfatului, Brașov[6]
- 12 septembrie 2014 – Piața Sfatului, Brașov
- 22 septembrie 2022 - Râmnicu Vâlcea

### Ediții
S-au ținut 14 ediții:
- MTV Romania Music Awards 2002
- MTV Romania Music Awards 2003
- MTV Romania Music Awards 2004
- MTV Romania Music Awards 2005
- MTV Romania Music Awards 2006
- MTV Romania Music Awards 2007
- Romanian Music Awards 2008
- Romanian Music Awards 2009
- Romanian Music Awards 2010
- Romanian Music Awards 2011
- Romanian Music Awards 2012
- Romanian Music Awards 2013
- Romanian Music Awards 2014
- Romanian Music Awards 2022